# Gerichtsvollzieher
Gerichtsvollzieher (Abkürzung: GV; in Österreich auch: Exekutor; in der Schweiz: Betreibungsbeamter) ist die Berufsbezeichnung für eine Person, die mit der Durchführung von Zwangsvollstreckungen betraut ist. In den meisten Staaten sind es Justizbeamte. Beispielsweise in Litauen ist es jedoch ein freier Beruf, der ähnlich dem des Notars organisiert ist.

## Situation in unterschiedlichen Staaten
- Gerichtsvollzieher (Deutschland)
- Gerichtsvollzieher (Österreich)
- Betreibungsamt (Schweiz)
- Gerichtsvollzieher (Litauen)
- Gerechtsdeurwaarder, Entsprechung zum Gerichtsvollzieher in Belgien und den Niederlanden
- Huissier de Justice, Entsprechung zum Gerichtsvollzieher in Belgien, Frankreich und Luxemburg

- Bailiff, Entsprechung in England und Wales

## Belege
1. ↑  Duden — Exekutor — Rechtschreibung, Bedeutung, Definition, Synonyme, Herkunft. In: duden.de. Abgerufen am 11. September 2015.
2. ↑  Duden — Betreibungsbeamter — Rechtschreibung, Bedeutung, Definition. In: duden.de. Abgerufen am 15. September 2015.
3. ↑  Duden — Gerichtsvollzieher — Rechtschreibung, Bedeutung, Definition, Synonyme. In: duden.de. Abgerufen am 11. September 2015.